# Srílanská kuchyně
Srílanská kuchyně byla formována mnoha historickými, kulturními a dalšími faktory. Jako tropický ostrov s velkým množstvím vegetace je kuchyně známá pro použití velké řady různých bylin, koření, ryb, zeleniny, rýže a ovoce. Kuchyně je vysoce soustředěna kolem mnoha druhů rýže, stejně jako kokosu, který je dostupný téměř v celé zemi. Významnou roli v kuchyni hrají také mořské plody, ať už jde o čerstvé, či konzervované ryby. Jako země, která byla centrem historické oceánské hedvábné stezky, přinesl kontakt se zahraničními obchodníky kromě místních tradic etnických skupin v zemi nové potraviny a kulturní vlivy, které všechny pomohly utvářet srílanskou kuchyni. Podobnosti lze vidět v kuchyních dalších jihoasijských sousedních regionů (zejména ve státě Kerala v jižní Indii), stejně jako v některých jihovýchodních asijských kuchyních.
Srí Lanka byla historicky známá svou skořicí, která se zde už velmi dlouho pěstuje. Skořice je široce využívané koření na Srí Lance a má jemnější a sladší chuť ve srovnání se skořicí čínskou, která je běžnější v některých dalších jihoasijských kuchyních. Na rozdíl od místní kuchyně s okolními regiony je srílanská kuchyně charakterizována jedinečnými směsí koření s intenzivním používáním srílanské skořice a černého pepře, či jiných dochucovadel. Srí Lanka je také spotřebitelem mnoha odrůd červené rýže, z nichž některé jsou v zemi považovány za dědictví. Čaj je také důležitým nápojem v celé zemi a Srí Lanka je známá tím, že vyrábí jeden z nejlepších světových čajů.

## Příklady srílanských pokrmů
Rýže a kari - vařená rýže s kari z rybího či kuřecího masa, zeleniny čočky nebo ovoce
Čatní - husté omáčky připravované z různých surovin, např. ovoce (hlavně avokádo), zelenina, česnek, rozinky, cibule, či mravenci a larvy
Sambal - pálivá chilli omáčka
Appam - placka z těsta a kokosové rýže, např. s vejcem, pikantní zeleninovou směsí, jogurtem či medem
Pittu - směs rýžové mouky a strouhaného kokosu vařená ve válcovité nádobě z bambusu